# إميل ماتيو
إميل ماتيو (بالفرنسية: Émile Mathieu) (و. 1835 – 1890 م) هو رياضياتي فرنسي، ولد في متز، توفي في نانسي، عن عمر يناهز 55 عاماً.

## التعليم
تعلم في المدرسة المتعددة التكنولوجية.